# Dimorphandra polyandra
Dimorphandra polyandra är en ärtväxtart som beskrevs av Raymond Benoist. Dimorphandra polyandra ingår i släktet Dimorphandra och familjen ärtväxter. Inga underarter finns listade i Catalogue of Life.